# B.G. Sports Club
O B.G. Sports Club é um clube multi-esportivo com sede em Malé, Maldivas. A equipe compete no Campeonato Maldivo de Futebol.

## História
O clube foi fundado em 1996.

### Títulos
- Campeonato Maldivo 2ª Divisão: 1 (2012 )